# بورو-ا-نوژ
بورو-ا-نوژ یک کمون در دپارتمان کالوادوس در منطقه نرماندی در شمال غربی فرانسه است.
بورو-ا-نوژ دارای برچسب Les Plus Beaux Villages de France (به معنی:زیباترین روستاهای فرانسه) می‌باشد.